# Powiat bełchatowski
Powiat bełchatowski – powiat w Polsce (województwo łódzkie), reaktywowany w 1999 roku w ramach reformy administracyjnej. Siedzibą powiatu jest miasto Bełchatów.

## Geografia

### Położenie i obszar
Powiat bełchatowski ma obszar 967,61 km², w tym:
- grunty rolne 60,23%
- grunty leśne 30,06%
- grunty zabudowane i zurbanizowane 8,54%
- grunty pod wodami 0,75%
- pozostałe 0,42%[3]

Powiat stanowi 5,31% powierzchni województwa łódzkiego.

### Podział administracyjny
W skład powiatu wchodzą:
- gminy miejskie: Bełchatów
- gminy miejsko-wiejskie: Zelów
- gminy wiejskie: Bełchatów, Drużbice, Kleszczów, Kluki, Rusiec, Szczerców
- miasta: Bełchatów, Zelów

| lp.   | Herb | Gmina     | siedziba  | powierzchnia (km²) | ludność | gęstość zaludnienia (osób/km²) |
| ----- | ---- | --------- | --------- | ------------------ | ------- | ------------------------------ |
| 1     |      | Bełchatów | Bełchatów | 201,06             | 13296   | 66                             |
| 2     |      | Drużbice  | Drużbice  | 113,36             | 5242    | 46                             |
| 3     |      | Kleszczów | Kleszczów | 104,03             | 6425    | 62                             |
| 4     |      | Kluki     | Kluki     | 118,63             | 4298    | 36                             |
| 5     |      | Rusiec    | Rusiec    | 99,91              | 4749    | 48                             |
| 6     |      | Szczerców | Szczerców | 128,87             | 8116    | 63                             |
| 7     |      | Zelów     | Zelów     | 167,11             | 14240   | 85                             |
| 8     |      | Bełchatów | –         | 34,64              | 51637   | 1491                           |
| Razem | –    | 8         | 7         | 967,61             | 108 003 | 112                            |

## Historia
Powiat bełchatowski został powołany dnia 1 stycznia 1956 roku w województwie łódzkim, czyli 15 miesięcy po wprowadzeniu gromad w miejsce dotychczasowych gmin (29 września 1954) jako podstawowych jednostek administracyjnych PRL. Na powiat bełchatowski złożyło się 1 miasto i 21 gromad, które wyłączono z powiatu piotrkowskiego w tymże województwie:
- miasto Bełchatów
- gromady Bełchatów, Bińków[b], Bujny Szlacheckie, Chabielice, Domiechowice, Gręboszew[c], Grocholice[d], Janów, Kamień, Kaszewice, Kącik, Kleszczów, Kluki, Lubiec, Łękawa, Łękińsko, Parzno, Ruszczyn, Suchcice, Sromutka i Wadlew

1 stycznia 1973 roku zniesiono gromady i osiedla, a w ich miejsce reaktywowano gminy. Powiat bełchatowski podzielono na 1 miasto i 6 gmin:
- miasto Bełchatów
- gminy Bełchatów, Drużbice, Grocholice, Kleszczów, Kluki i Szczerców

Powiat nie obejmował wówczas miasta Zelów i gminy Zelów, które należały do powiatu łaskiego ani gminy Rusiec, którą powołano w powiecie pajęczańskim (obie w woj. łódzkim). Objął natomiast gminę Szczerców, należącą do 1954 roku do powiatu łaskiego.
Po reformie administracyjnej obowiązującej od 1 czerwca 1975 roku terytorium zniesionego powiatu bełchatowskiego włączono do nowo utworzonego województwa piotrkowskiego.
1 lutego 1977 roku zniesiono gminę Grocholice, której większość obszaru włączono do gminy Bełchatów oraz fragmentarycznie do miasta Bełchatowa (Grocholice i Zamoście), do którego równocześnie przyłączono także część obszaru gminy Bełchatów (m.in. Bińków i Politanice). 1 października 1982 roku z gminy Drużbice wyłączono sołectwo Ostoja i włączono je do gminy Zelów. 1 stycznia 1988 roku do Bełchatowa przyłączono część wsi Ludwików, Zdzieszulice Dolne i Zdzieszulice Górne z gminy Bełchatów. 27 listopada 1996 roku miasto Bełchatów zostało określone jako gmina miejska. 1 października 1998 roku z gminy Drużbice wyłączono wieś Świerczyna oraz osadę Kociołki-Las, włączając je do gminy Dłutów.
Wraz z reformą administracyjną z 1999 roku w nowym województwie łódzkim przywrócono powiat bełchatowski. W porównaniu z obszarem z 1975 roku powiat został zwiększony o gminy Rusiec (jedyna gmina powiatu która należała do województwa sieradzkiego) i Zelów. Gminy Grocholice nie odtworzono.
W porównaniu z obszarem z 1956 roku jedynie obszar dawnej gromady Ruszczyn leży obecnie na terenie powiatu radomszczańskiego – pozostałe są ponownie w powiecie bełchatowskim.

## Demografia
Liczba ludności (dane z 31 grudnia 2024):
|        | Ogółem  | Ogółem | Kobiety | Kobiety | Mężczyźni | Mężczyźni |
| osób   | %       | osób   | %       | osób    | %         |           |
| ------ | ------- | ------ | ------- | ------- | --------- | --------- |
| Ogółem | 108 003 | 100    | 55 287  | 51,19   | 52 716    | 48,81     |
| Miasto | 58 567  | 54,23  | 30 421  | 28,17   | 28 146    | 26,06     |
| Wieś   | 49 436  | 45,77  | 24 866  | 23,02   | 24 570    | 22,75     |

▶Wieś vs ▶miasto
Ogółem (▶k, ▶m)
Miasto (▶k, ▶m)
Wieś (▶k, ▶m)
- Piramida wieku mieszkańców powiatu bełchatowskiego

## Warunki przyrodnicze
Największymi rzekami przepływającymi przez powiat bełchatowski są Widawka, Grabia, Pilsia.

## Starostowie bełchatowscy
- Mariusz Kaczmarek (1998-2002)
- Jacek Zatorski (2002-2006)
- Jarosław Brózda (2006-2010)
- Szczepan Chrzęst (2010-2014)
- Waldemar Wyczachowski (2014-2018)
- Dorota Pędziwiatr (2018-2024)
- Jacek Zatorski (od 2024)

## Sąsiednie powiaty
Powiaty sąsiadujące to:
- powiat pabianicki
- powiat piotrkowski
- powiat radomszczański
- powiat pajęczański
- powiat wieluński
- powiat łaski

## Transport
Powiat bełchatowski leży na skrzyżowaniu szlaków drogowych i kolejowych w relacji północ – południe i wschód – zachód.
Przez obszar powiatu przebiegają drogi krajowe i wojewódzkie. 
Drogi krajowe: 74 - Wieluń – Kielce. 
Drogi wojewódzkie: 473 relacji Balin – Łask – Wadlew – Piotrków Tryb, 476 relacji Nowy Świat – Helenów, 480 relacji Sieradz – Widawa – Szczerców, 483 relacji Łask – Szczerców – Gmina Nowa Brzeźnica – Częstochowa, 484 relacji Buczek – Zelów – Bełchatów – Kamieńsk, 485 relacji Pabianice – Wadlew – Bełchatów.